# Municipio de Spring Valley (Dakota del Norte)
El municipio de Spring Valley (en inglés: Spring Valley Township) es un municipio ubicado en el condado de Dickey en el estado estadounidense de Dakota del Norte. En el año 2010 tenía una población de 28 habitantes y una densidad poblacional de 0,3 personas por km².

## Geografía
El municipio de Spring Valley se encuentra ubicado en las coordenadas 46°4′39″N 98°55′20″O / 46.07750, -98.92222. Según la Oficina del Censo de los Estados Unidos, el municipio tiene una superficie total de 92.08 km², de la cual 86,17 km² corresponden a tierra firme y (6,42 %) 5,91 km² es agua.

## Demografía
Según el censo de 2010, había 28 personas residiendo en el municipio de Spring Valley. La densidad de población era de 0,3 hab./km². De los 28 habitantes, el municipio de Spring Valley estaba compuesto por el 92,86 % blancos, el 3,57 % eran asiáticos, el 3,57 % eran de otras razas. Del total de la población el 0 % eran hispanos o latinos de cualquier raza.